# Alfredo Salazar Southwell
Alfredo Salazar Southwell (Lima, 18 de febrero de 1913 - Miraflores, 14 de septiembre de 1937) fue un aviador peruano, considerado héroe de la Aviación Peruana.

## Biografía
Nacido en Lima el 18 de febrero de 1913, sus padres fueron Ricardo Salazar y Salcedo y Bertha H. Southwell Vaslin. Hermano del ingeniero y ministro de Fomento Carlos Salazar Southwell, y del odontólogo Ricardo Salazar Southwell, así como de Bertha Salazar de Loayza, Luisa Salazar de Valle Riestra, Elena Salazar de Gonzales y María Salazar Southwell.
Realizó sus estudios en el Colegio Anglo-Peruano (actual Colegio San Andrés) de Lima, ingresando en 1920 y obteniendo el Bentinck Prize en el año 1930. Tuvo siempre los mejores récords de asistencia durante su etapa escolar.

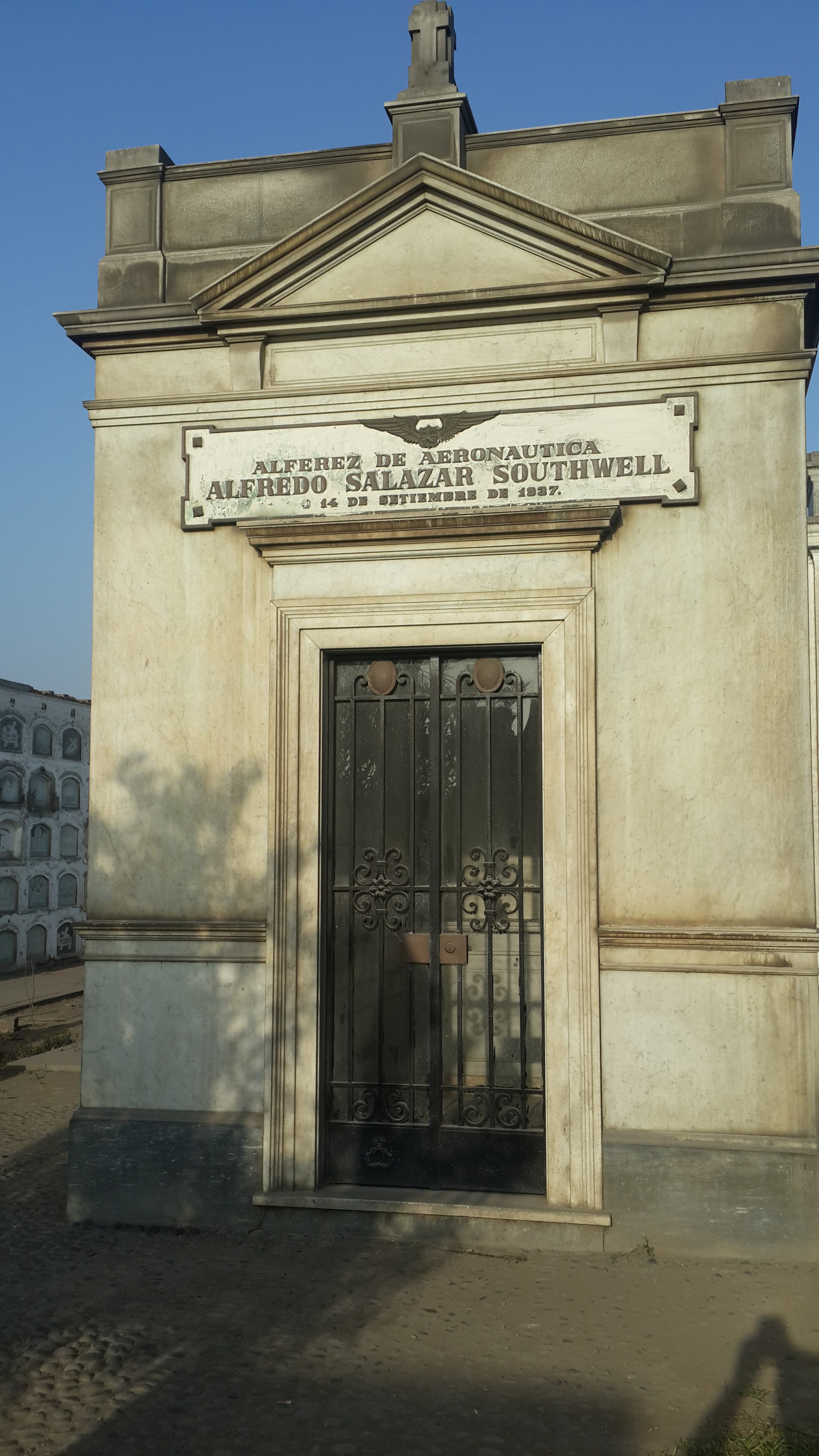
Mausoleo Salazar Southwell en el Cementerio Presbítero Matías Maestro de Lima, Perú.

Se preparó para seguir estudios de ingeniería en la Escuela de Ingenieros, hoy Universidad Nacional de Ingeniería, a la cual ingresó con alto puntaje en 1931.
Al año siguiente, debido a su vocación militar se presenta al entonces Cuerpo de Aviación del Perú (CAP) con el fin de seguir estudios militares. Siendo cadete puso de manifiesto sus principios morales y la disciplina aprendida en el Anglo, por lo que fue nombrado brigadier en varias oportunidades.
En 1935 se gradúa como subalférez y es nombrado profesor e instructor de vuelo de pilotos y cadetes. Al año siguiente asciende al grado de alférez de Aviación.

## Muerte
La mañana del 14 de septiembre de 1937, durante un ensayo previo al desfile aéreo por el Día de la Aviación e inauguración del monumento a Jorge Chávez, surcaba los aires de Miraflores con uno de los aviones Potez 39 A.2 cuando de pronto su avión se incendió.
Alfredo Salazar, con mucha serenidad ante el avance del fuego, con graves quemaduras  y pensando en evitar una tragedia mayor,  ordena a su mecánico, suboficial Carlos Fajardo a que evacue la nave, arrojándose en paracaídas. Luego de una primera resistencia, ante el firme mandato del héroe, finalmente salta.
Sin perder más tiempo, Salazar enrumba su nave hacia las afueras de la ciudad, evitando caer en la zona urbana. Cumple su cometido perdiendo la vida cerca la actual Avenida del Ejército, entonces una zona descampada de Miraflores.

## Homenajes

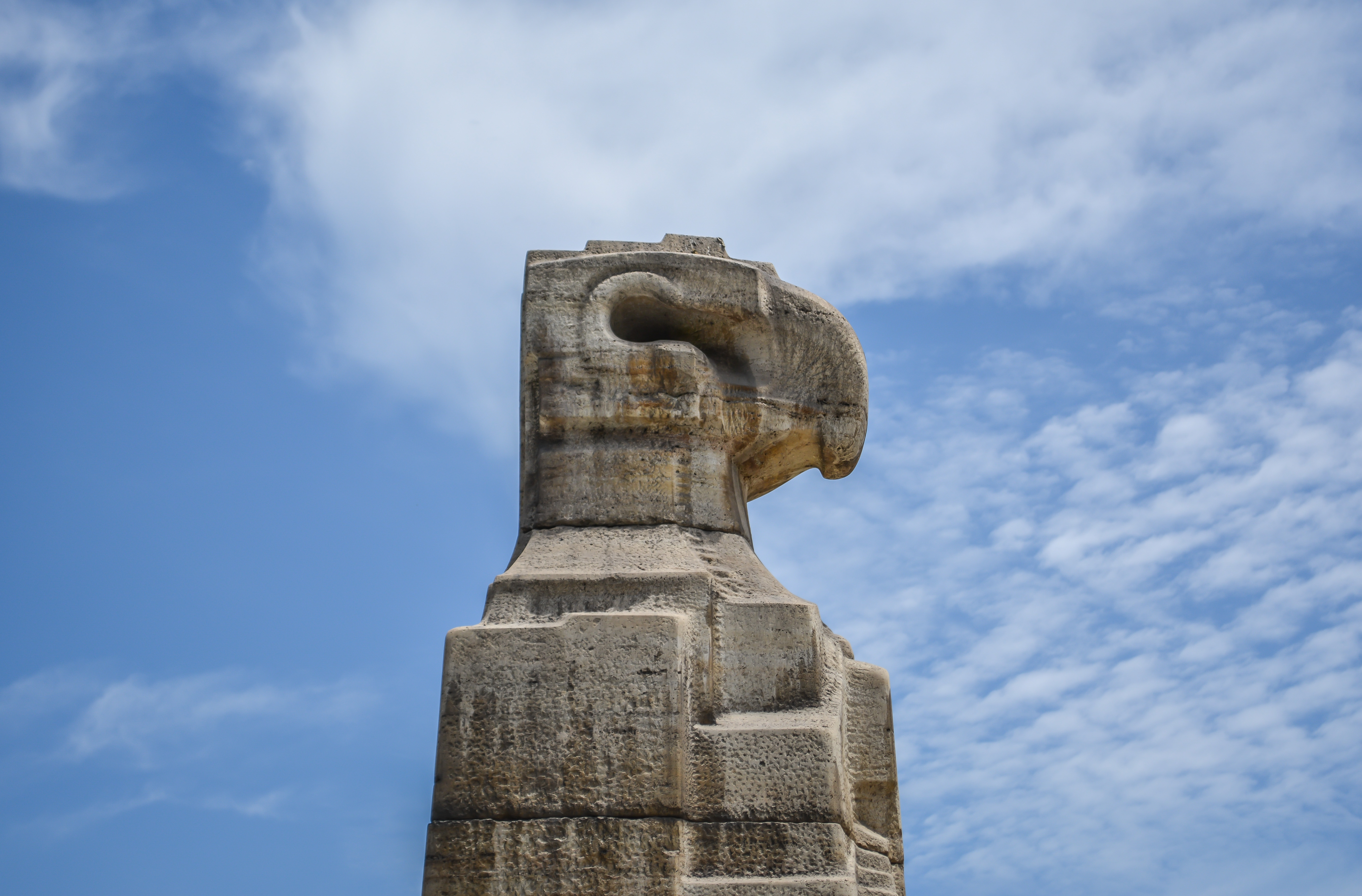
Monumento a Alfredo Salazar Southwell en Lima.

En 1953 se inauguró el parque Salazar en malecón de Miraflores, donde hay un monumento en su memoria y una fuente de agua. Este lugar se convirtió en 1996 en el centro comercial Larcomar, aunque parte del parque se preservó.